# Zangba (subprefektur)
Zangba är en subprefektur i Centralafrikanska republiken.   Den ligger i prefekturen Basse-Kotto, i den södra delen av landet, 250 km öster om huvudstaden Bangui.
I omgivningarna runt Zangba växer huvudsakligen savannskog. Runt Zangba är det ganska glesbefolkat, med 29 invånare per kvadratkilometer.